# Zancona (Fluss)
Der Zancona ist ein 17 km langer Fluss (Torrente) in der Region Toskana in Italien, der die Provinz Grosseto von Süd nach Nord durchquert und nördlich von Montegiovi als linker Nebenfluss in den Ente mündet.

## Verlauf
Der Fluss entspringt kurz nordöstlich des Berges Monte Labbro im Gemeindegebiet von Arcidosso. Hier fließt er zwischen den Ortsteilen Le Macchie (750 m) und Zancona (775 m) hindurch, westlich am Hauptort vorbei Richtung Norden. Unterhalb und kurz westlich von Montelaterone (Ortsteil von Arcidosso) wird er zum Grenzfluss zu Monticello Amiata (Ortsteil von Cinigiano). In Arcidosso verbringt der Zancona 12 km, in Cinigiano 2 km. Westlich von Montegiovi (gehört zu Castel del Piano) tritt er in das Gemeindegebiet von Castel del Piano ein, wo er nach 3 km nahe der Podere Rogaggio als linker Nebenfluss in den Ente mündet. Dabei berührt er kurz das Gemeindegebiet von Seggiano.

## Bilder

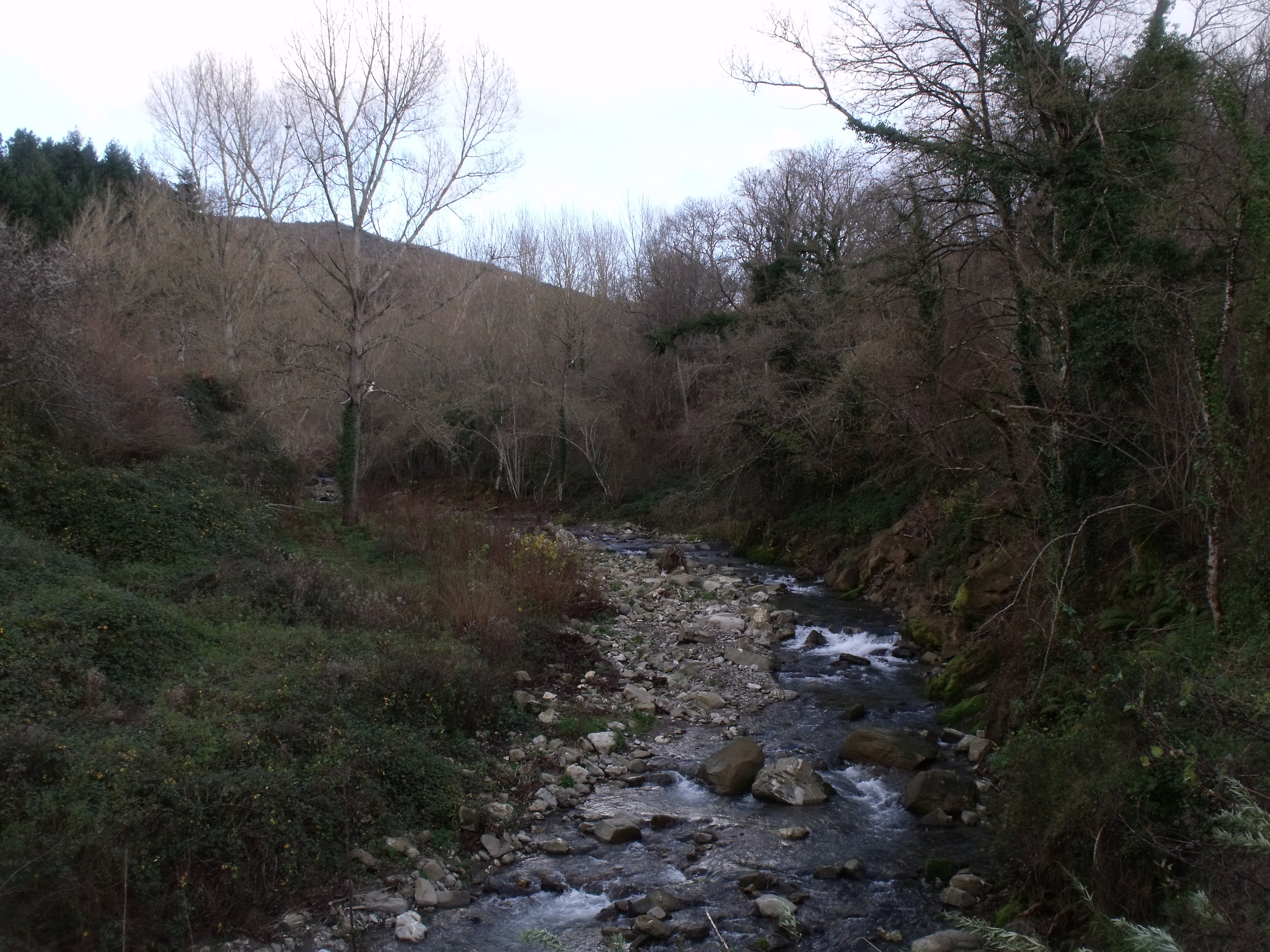
Der Zancona bei Zancona (Arcidosso)
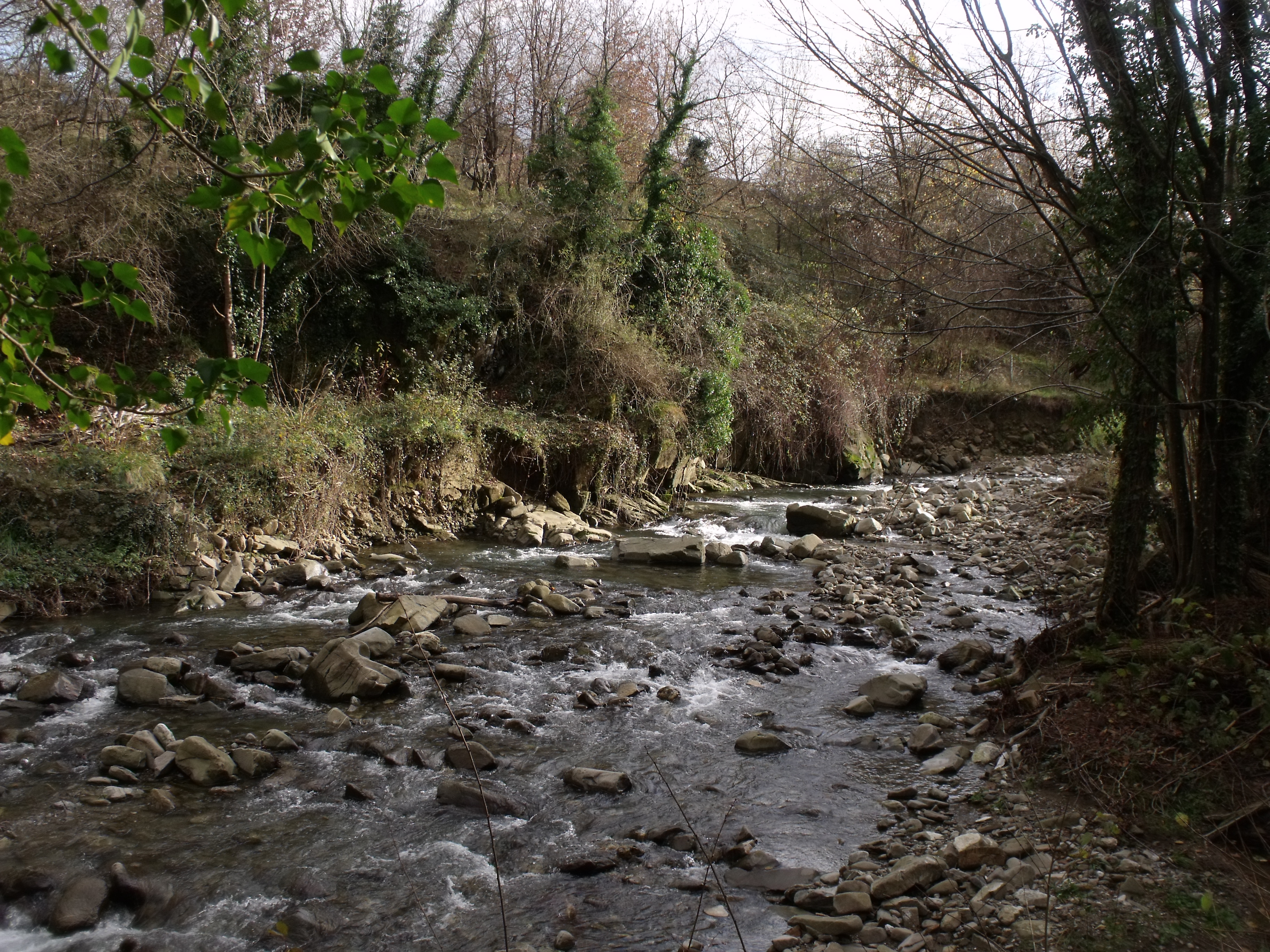
Der Zancona zwischen Cinigiano (Monticello Amiata) und Arcidosso (Montelaterone)